# Аддис Абеба (группа)
Адди́с Абе́ба — белорусская регги-группа. В творчестве использует также элементы рок-музыки, джаза и хардкора. Группа неоднократно называлась лидером регги-сцены в Беларуси. Свои записи музыканты публикуют онлайн для свободного распространения.

## История
Группа «Аддис Абеба» выступает с 2002 года. Первоначально коллектив был собран в Гомеле. Но после переезда Дмитрия Иванова, лидера группы, в Минск, к нему присоединились музыканты групп «Хайле Туммс» и «Вирус Лиха».
«Аддис Абеба» активно гастролировала. Неоднократно выступала с видными деятелями русскоязычной регги-сцены, среди которых «Джа Дивижн», «В.П.Р.», «Фестиваль всего на Светe» и «Комитет охраны тепла», а также на фестивалях, например, «Пустые холмы».
В 2009 году группа выпустила альбом «Шифроваться», который получил высокие оценки критиков. Следующий альбом «Механизм», по мнению ряда музыкальных критиков Белоруссии, был признан «альбомом года».
В ноябре 2015 года группа заявила о приостановке творческой деятельности и дала прощальный концерт в Минске. Бывший лидер группы вскоре переехал во Вьетнам.
Однако в 2017 году был опубликован альбом «Ложь». В этот же период группа перезаписала часть раннего материала в лучшем техническом качестве. В 2019 году обновлённые версии песен были выпущены в рамках альбома «Музыка счастья».
Начиная с 2020 года, во время протестов в Белоруссии, музыканты группы поддержали протестующих. Непосредственно, как участники мирных уличных акций, так и творчески — выступив на онлайн-концертах, во время которых собиралась денежная помощь в пользу пострадавшим.
В 2022 году группа опубликовала мини-альбом, состоящий из трёх новых песен, который позиционировался как продолжение альбома «Ложь».

## Дискография

### Студийные альбомы
- 2006 — «Аддис Абеба»[2]
- 2009 — «Шифроваться»[7][20]
- 2012 — «Механизм»[2][13]
- 2017 — «Ложь»
- 2019 — «Музыка счастья»
- 2022 — «Ешь ложь» (мини-альбом)

### Live-альбомы
- 2007 — Live

## Видеография
- «Малое в большом»
- «Спасибо»
- «Море»
- «Чернобыль»
- «Вася»
- «Менты»
- «Птичий грипп»
- «Весна»
- «Музыка счастья»
- «Дзеці» (рус. Дети)

### Интервью
- Регги надо играть с легкой ухмылкой висельника, Вечерний Гродно